# 秀水镇 (绵阳市)
秀水镇，是中华人民共和国四川省绵阳市安州区下辖的一个乡镇级行政单位。

## 行政区划
秀水镇下辖以下地区：
正园社区、锦龙社区、南苑社区、天竺村、牌坊村、龙泉村、长春村、蟠龙村、金山村、红光村、石马村、金埝村、水井村、朝阳村、桥楼村、红桂村、新田村、高山村、新春村、农联村、珍珠村、大泉村、青松村、潼桥村、顺江村、火光村、双泉村、方林村、灯塔村、九一村、新民村、五一村、六一村、五星村、群益村、柏林村、东风村和秀安村。

## 特产
秀水镇红酥：是很具代表性和影响力的红酥之一。红酥，亦作“红苏”，因红色肉馅、黄色外边，黄中透红得名。是安州特色小吃之一，被誉为川西北一绝。酥脆鲜香、入口化渣。

相传红酥制作始于唐代，据考直到乾隆四十九年，清代著名“巴蜀才子”李调元（今安州区人）将亲自配制的“肉馅呈红色，外边呈黄色，黄中透红”的食品命名为“红酥”。此后，清末、民国年间，大户人家逢年过节，逢酒遇席都会摆上“干盘子”之一红酥，与“十大碗”相配，成为特色的传统佳肴。
红酥制作方法独特，要经过十余道制作工序，其中具有代表性的工序有制作肉馅、蒸胚、炸条、油炸等。主料一般为鲜猪肥膘五花肉，以鲜鸡蛋、花生仁、精盐、红薯芡粉、鲜猪油等为辅料，通过拦、凉、裹、切、炸、馐等技艺和秘制调料配方，大概三天完成。